# Maria Antonia von Elsener
Maria Antonia von Elsener (Genova, 27 ottobre 1746 – Abano Terme, 7 luglio 1793) è stata una nobildonna tedesca.
Secondo i suoi contemporanei, era conosciuta come la donna più bella in Germania.

## Biografia
Figlia di genitori italo-tedeschi, è cresciuta a Napoli. All'età di 12 anni sposò Francesco Pessina de Branconi, un funzionario della corte reale napoletana. All'età di 20 anni era già vedova e madre di due figli.

## Amante reale
Nel novembre 1766, incontrò Carlo Guglielmo Ferdinando di Brunswick-Wolfenbüttel, durante il suo viaggio di studio in Europa. Iniziarono una storia e lo seguì a Braunschweig, dove è diventata la sua preferita ufficiale. La coppia ebbe un figlio, Karl Anton Ferdinand (1767-1794).
Viveva nel suo stesso palazzo a Braunschweig, dove ha intrattenuto una grande vita sociale. Nel 1774, lei ed i suoi due figli con il marito, ricevettero un titolo nobiliare dall'imperatore Giuseppe II. La relazione con Carlo terminò nel 1777 quando la lasciò per Luise Hertefeld.
Fece diversi viaggi in Europa e visse a Parigi (1787-1791). Da una nuova relazione ebbe un figlio, Jules Adolph Marie, nel 1788.
Era amica di Johann Wolfgang von Goethe.